# 우아라체

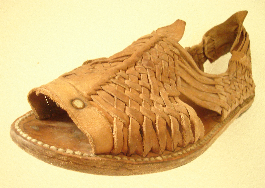
우아라체

우아라체(스페인어: Huarache)는 멕시코의 굽이 낮고 위를 가죽끈으로 엮은 샌들이다. 콜럼버스 이전시기(Pre-Columbian 콜럼버스 항해 이전 아메리카 원주민 문화)때 사용한 것이 기원이 되었다.

## 같이 보기
- 와라지